# マタディ橋
マタディ橋（マタディきょう、フランス語: Pont Matadi）は、コンゴ民主共和国を流れる大河コンゴ川対岸を結ぶ唯一の橋。
1979年2月着工、1983年4月完成、同年5月開通。全長 722 m（2車線）、主径間520mの吊橋。

## 建設
1974年、コンゴ政府と日本政府間で借款契約が調印された当初は、鉄道輸送力増強計画として鉄道と橋の建設が計画されていた。オイルショック等の経済情勢の急変により、橋のみの建設となった。
1979年、石川島播磨重工業（現IHI）が主導する日本企業のコンソーシアムによって着工し、コンゴ側はバナナ・キンシャサ交通公団（Organisation pour l’équipement de Banana-Kinshasa: OEBK）が事業にあたった。張出径間付単径間吊橋方式、道路鉄道併用線（単線）、主径間520m、13,100トンの鋼材で建設された。
当時建設中であった本州四国連絡橋（1975年着工、1999年完工）の完成に向けて蓄積されていた設計・施工技術が活用された。
1983年、当初契約工期を14カ月短縮し完成した。

## 維持管理
1990年代からの紛争中も数々の困難のなかも、OEBK職員の定期的な点検と補修により維持された。
2012年に日本からの援助が再開し、メインケーブルの防食対策として本州四国連絡橋公団で開発されたケーブル乾燥空気送気システムを導入するなど、マタディ橋の長寿命化と高度な最新の維持管理が続いている。2023年5月に完成40周年を迎えた。

## 受賞
- 1983年　　土木学会田中賞[6]
- 2022年度　土木学会インフラメンテナンスプロジェクト賞[7]